# Twoja niewierna
Twoja niewierna – amerykańska komedia romantyczna z 1984 roku. Remake filmu Nieszczerze oddana Prestona Sturgesa z 1948 roku.

## Główne role
- Dudley Moore - Claude Eastman
- Nastassja Kinski - Daniella Eastman
- Armand Assante - Maxmillian Stein
- Albert Brooks - Norman Robbins
- Cassie Yates - Carla Robbins
- Richard Libertini - Giuseppe
- Richard B. Shull - Jess Keller
- Jan Triska - Jerzy Czyrek
- Jane Hallaren - Janet
- Bernard Behrens - Bill Lawrence
- Leonard Mann - Sceniczny kochanek
- Estelle Omens - Celia
- Penny Peyser - Sprzedawczyni biżuterii
- Nicholas Mele - Kelner
- Benjamin Rayson - Sędzia
- Art LaFleur - Sierżant

i inni.

## Fabuła
Claude Eastman jest znanym kompozytorem i dyrygentem. Jest żonaty z Daniellą, z którą spędza pół swojego życia. Przed wyjazdem za granicę prosi swojego kierowcę Giuseppe, by przekazał Normanowi, by ten miał oko na jego żonę lub zaopiekował się nią. Ale angielski Giuseppe nie jest zbyt dobry, więc Norman usłyszał, że Claude prosi go o wynajęcie prywatnego detektywa, który miałby oko na Daniellę. Tak też się dzieje - Norman wynajmuje Jessa Kellera. Claude uważa, że jest dobrze, ale Keller zdaje Normanowi raport i ukrywa go przez Claude'em. Ten podejrzewa, że coś zaszło, gdy go nie było w domu i każe mu pokazać dokument, ale Norman odchodzi. Claude próbuje odzyskać i przeczytać raport, ale pojawia się Daniella. Gdy Giuseppe niszczy dokument, Claude idzie do detektywa po kopię. Ten ujawnia mu, że w jego mieszkaniu o nietypowej godzinie pojawił się mężczyzna i posiada zapis wideo. Claude każe zniszczyć taśmę, ale szybko wraca, by ją zobaczyć.